# نپئن (انتاریو)
نپئن، انتاریو (انگلیسی: Nepean, Ontario) یک بخش شهرداری در اتاوا، انتاریو، کانادا است. ای بخش در غرب هسته داخلی اتاوا واقع است. این یک شهر مستقل بود تا اینکه در سال ۲۰۰۱ با شهرداری منطقه ای اتاوا-کارلتون ادغام شد تا به شهر جدید اتاوا تبدیل شود. با این حال، نام نپئن"Nepean" در استفاده رایج در اشاره به این منطقه همچنان ادامه دارد. جمعیت نپئن حدود ۱۷۰۵۴۴ نفر (سرشماری ۲۰۱۶) است.